# オウムバナ科
オウムバナ科 (オウムバナか、Heliconiaceae) は単子葉植物のショウガ目に属する植物の科。オウムバナ属（Heliconia）だけからなる1属約80種からなり、園芸ではヘリコニアと呼ぶ。

## 形態・分類
この科・属に属する植物は、熱帯アメリカ原産でオウムのくちばしが連なったような鮮やかな「花序」を鑑賞するために温室植物として栽培され、花卉としても出荷される。
大型の多年草で、偽茎を持つ。鳥媒花で大型の、緑、赤、黄色などの鮮やかな色の舟形、あるいはオウムのくちばし形の苞をもつ。花は苞の中に包まれ、花被片は6枚。今でも古い資料を引用したものでは、バショウ科に分類していることもある。

## オウムバナ属
オウムバナ属 (Heliconia) 

## 栽培される主な種
- Heliconia L.
  - Heliconia aurantiaca キバナヒメゴクウラクチョウカ[1]
  - Heliconia bihai
  - Heliconia caribaea
  - Heliconia humilis
  - Heliconia latispatha ヘリコニア・ラティスパタ
  - Heliconia psittacorum ヒメゴクラクチョウカ[2]
  - Heliconia rostrata ウナズキヘリコニア[3]

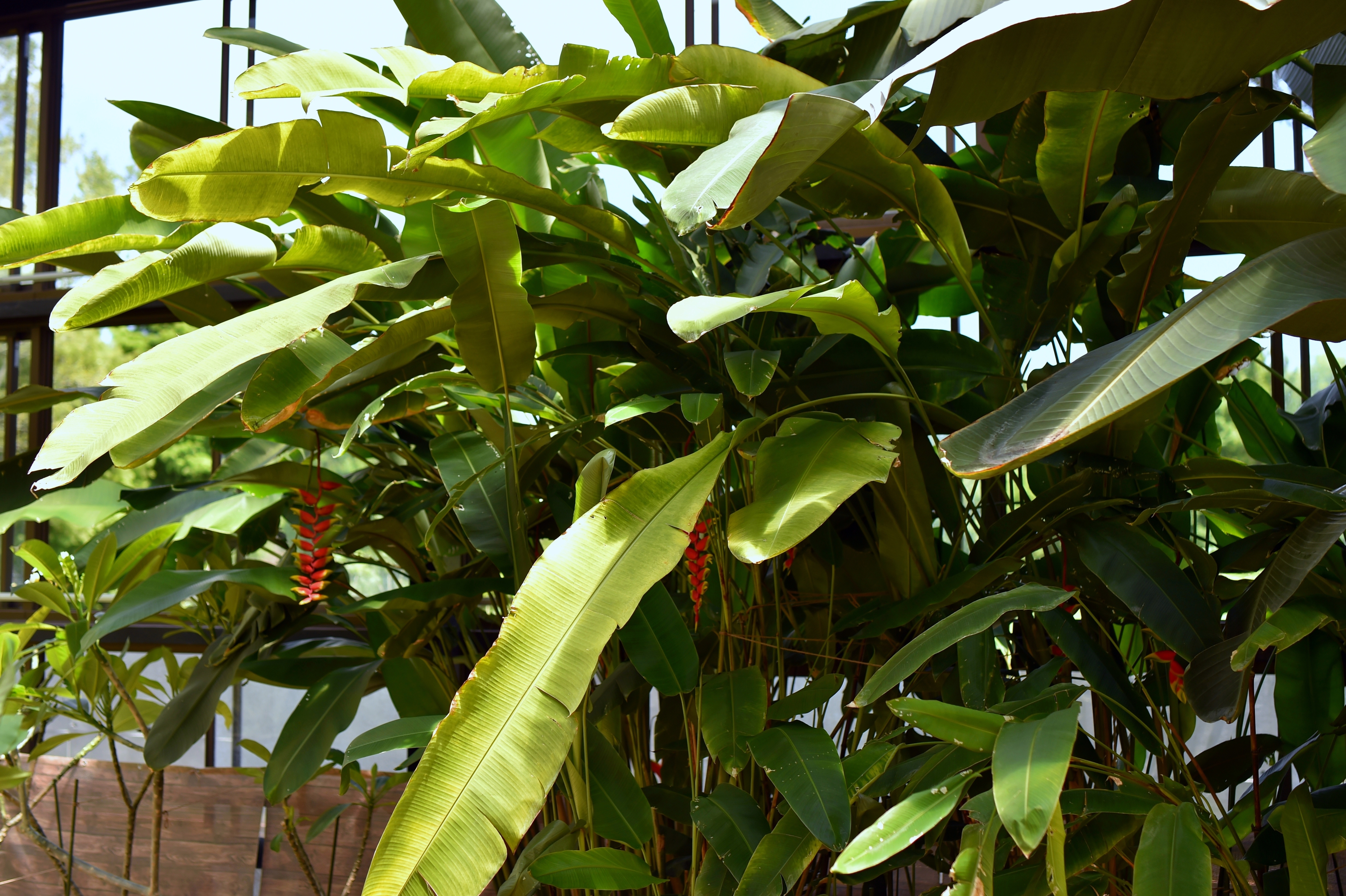
Heliconia rostrata （ウナズキヘリコニア、ヘリコニア・ロストラタ）
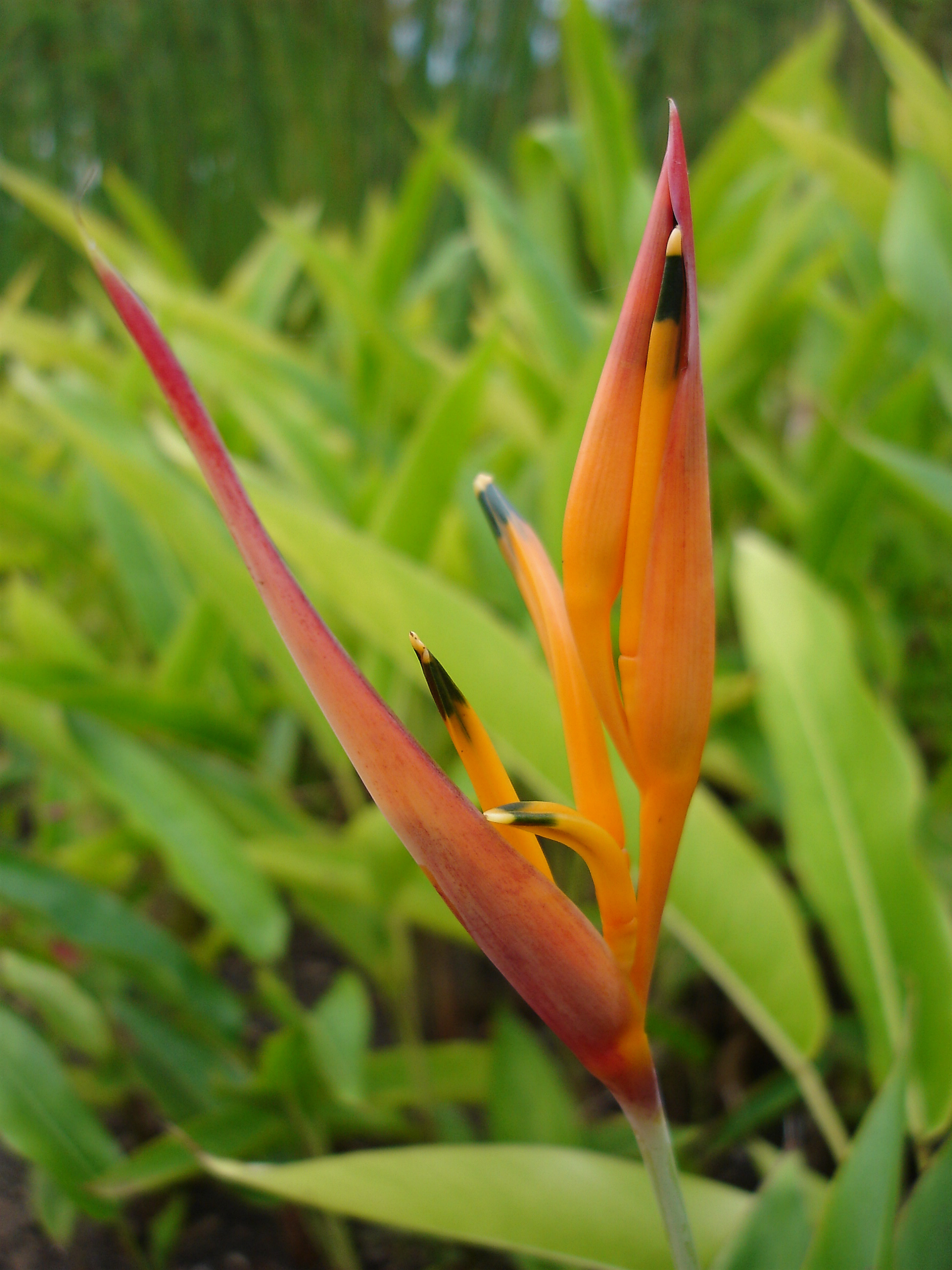
Heliconia psittacorum
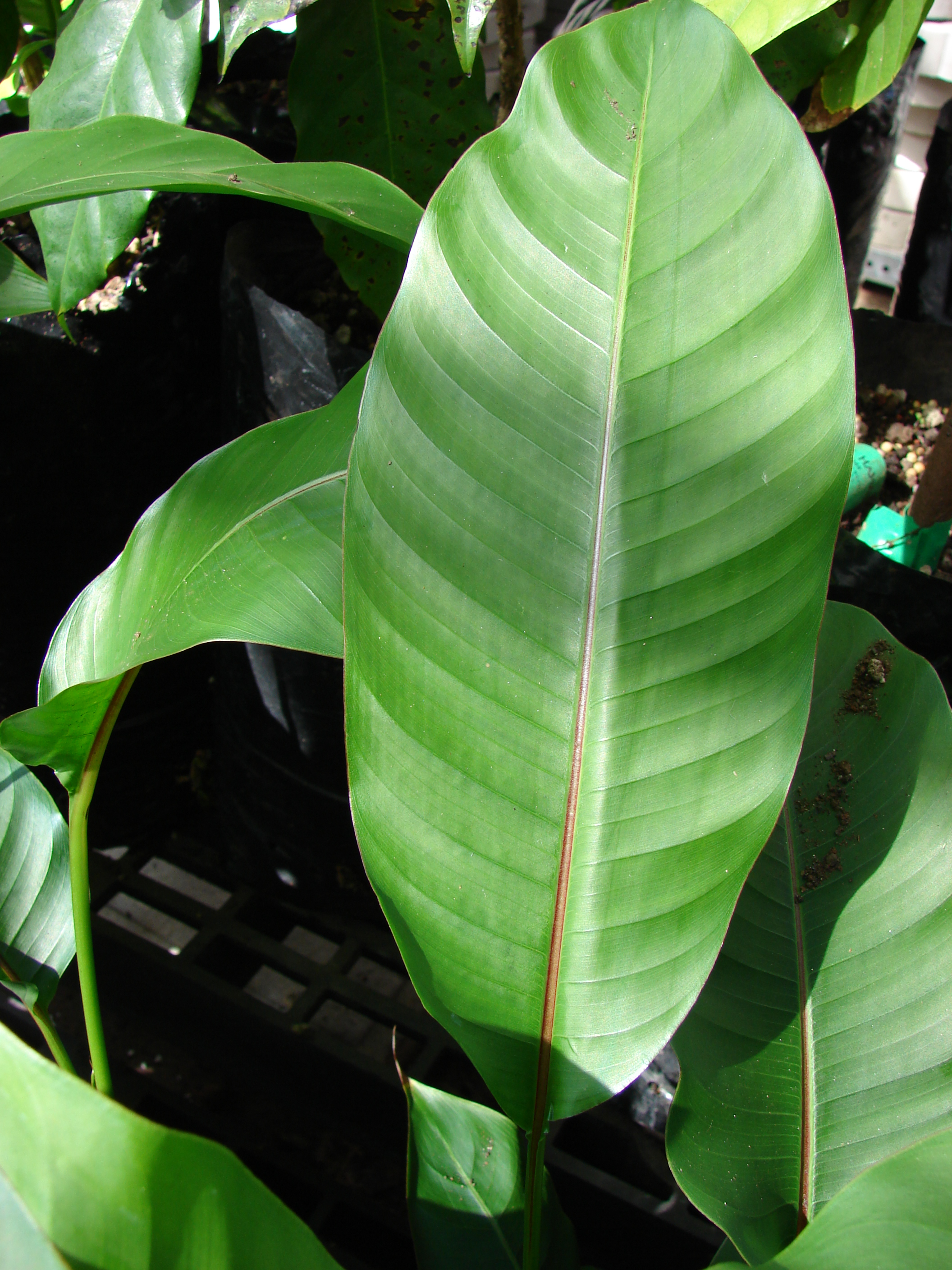
Heliconia stricta （ドワーフジャマイカン） の葉